# Abdelhalim Bensmaïa
Abdelhalim Bensmaïa (arabe : عبد الحليم بن سماية) est un savant algérien né le 10 juillet 1866 à Alger et mort en 1933 dans la même ville.
C'est un professeur, humaniste, musicien, réformiste et adepte du mysticisme.

## Biographie
Né à Alger dans une famille d'origine turque, son père Ali Ben Abderrahmane Khodja, dernier muphti malékite d'Alger, attacha une grande importance à son éducation morale et religieuse. Ce père officiait à Djemaâ Djedid après des études au Caire.
Abdelhalim Bensmaïa était un savant algérien précurseur du réformisme, et était un irréductible anti-assimilationniste, enfourchant fièrement son cheval. Il était influencé aussi par le cheikh Mohamed Abdou, le célèbre réformiste égyptien, qu'il a reçu à Alger au début du siècle, aux côtés du non moins célèbre cheikh Belkacem El Hafnaoui grand érudit, mufti d'Alger et qui eut comme disciples Abderrahmane Djilali, Mohamed Bencheneb, Baba Ameur et bien d'autres.
Abdelhalim Bensmaïa enseigne le droit musulman, la rhétorique et la logique à la Médersa Tsalibia (Thaâlibyya) à Alger à partir de son ouverture en 1896. La medersa est installée en 1904 dans un nouveau bâtiment, toujours existant. En 1916 il échange sa chaire de rhétorique et de littérature arabe pour la chaire de théologie et d’exégèse coranique.
Il a personnifié le modèle du savant enseignant en accomplissant brillamment sa mission au sein de la Médersa-Tsalibia de concert avec d'autres maîtres de renom au cours des trois premières décennies du XXe siècle. Il se préoccupait également du sort de ses compatriotes, notamment lors de la période de la conscription en prévision de la Première Guerre mondiale.
Il était proche de l'émir Khaled et ses positions nationalistes étaient affichées lors de la célébration provocatrice du centenaire de la colonisation en 1930.

## Honneurs
Il est nommé officier de l'Instruction publique le 21 août 1919 et chevalier de la légion d'honneur le 24 août 1929